# 9143 Burkhead
9143 Burkhead este o planetă minoră (asteroid), cu un diametru de 4,355 km, din centura de asteroizi. A fost descoperită pe 16 septembrie 1955 la Observatorul Goethe Link⁠(d) de Indiana Asteroid Program⁠(d). 
Obiectul prezintă o orbită caracterizată de o semiaxă mare de 2,2188179 UAi, o excentricitate de 0,2, o înclinație de 4,62984 ° în raport cu ecliptica.